# Zentrum für Biodokumentation
Das Zentrum für Biodokumentation (ZfB-Referat D/6) im Ministerium für Umwelt- und Verbraucherschutz des Saarlandes hat seinen Sitz in Landsweiler-Reden, einem Ortsteil der Gemeinde Schiffweiler.
Seine Aufgabe ist die Dokumentation und Erhaltung der Fauna und Flora des Saarlandes.

## Entstehung

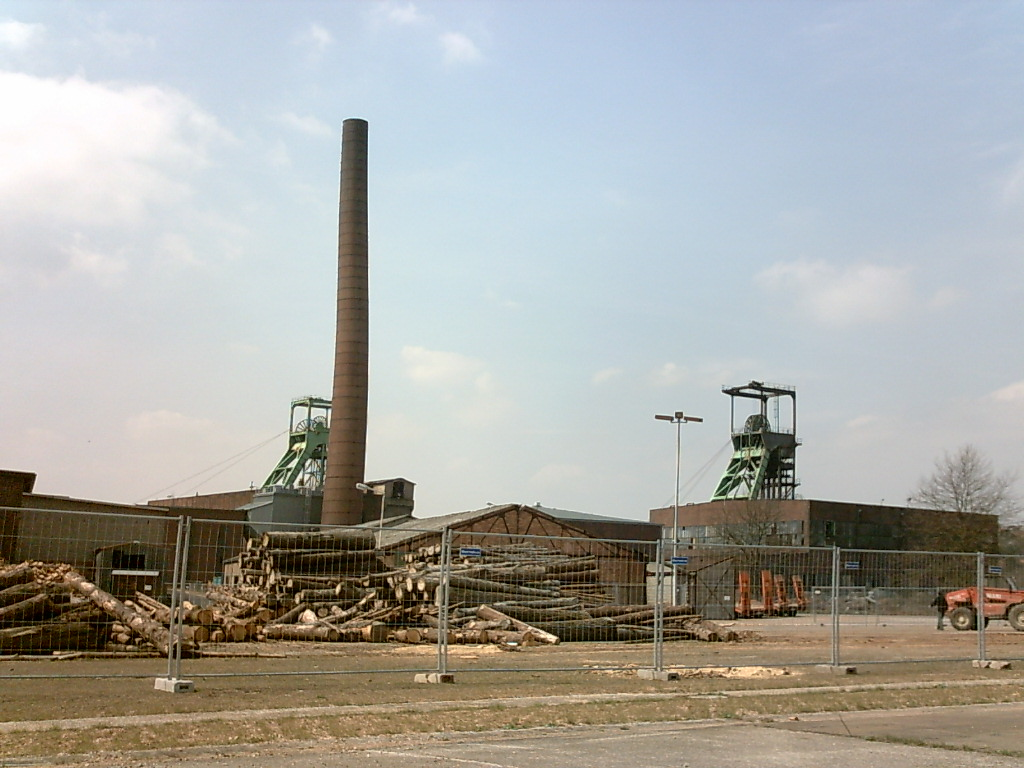
Gelände der Grube Reden 2006

Die Universität des Saarlandes bietet seit der Umstrukturierung 1998 keine Studiengänge zur Biogeographie mehr an, so dass die Sammlungen zu diesem Schwerpunkt heimatlos wurden. Ein Teil wurde an den neuen Standort Trier verlegt, ein Teil bildet, zusammen mit weiteren Sammlungen, als Dauerleihgabe den Grundstock des Zentrums für Biodokumentation.
Der Verein Delattinia, der heute seinen Sitz ebenfalls im ZfB hat, setzte sich für die Nutzung des ehemaligen Grubengeländes in Landsweiler-Reden ein. Die Gesellschaft Industriekultur Saar GmbH (IKS), die auch die Standorte Völklinger Hütte und Göttelborn betreut, plante neben einer angemessenen Präsentation der Sammlungen des ZfB auch einen Urwelt-Erlebnispark auf dem ehemaligen Industriegelände.

## Sammlungen
Im ZfB sind folgende Sammlungen beheimatet:
- Zoologische Sammlungen (Meeresfauna, Lurche und Kriechtiere, Vögel, Säugetiere und Insekten, insbesondere Schmetterlinge)
- Geowissenschaftliche Sammlungen (Geologie, Mineralogie, Petrographie und Paläontologie)
- Die Sammlung des ehemaligen Geologischen Museums in Saarbrücken
- Das Herbarium des Bundesamtes für Naturschutz

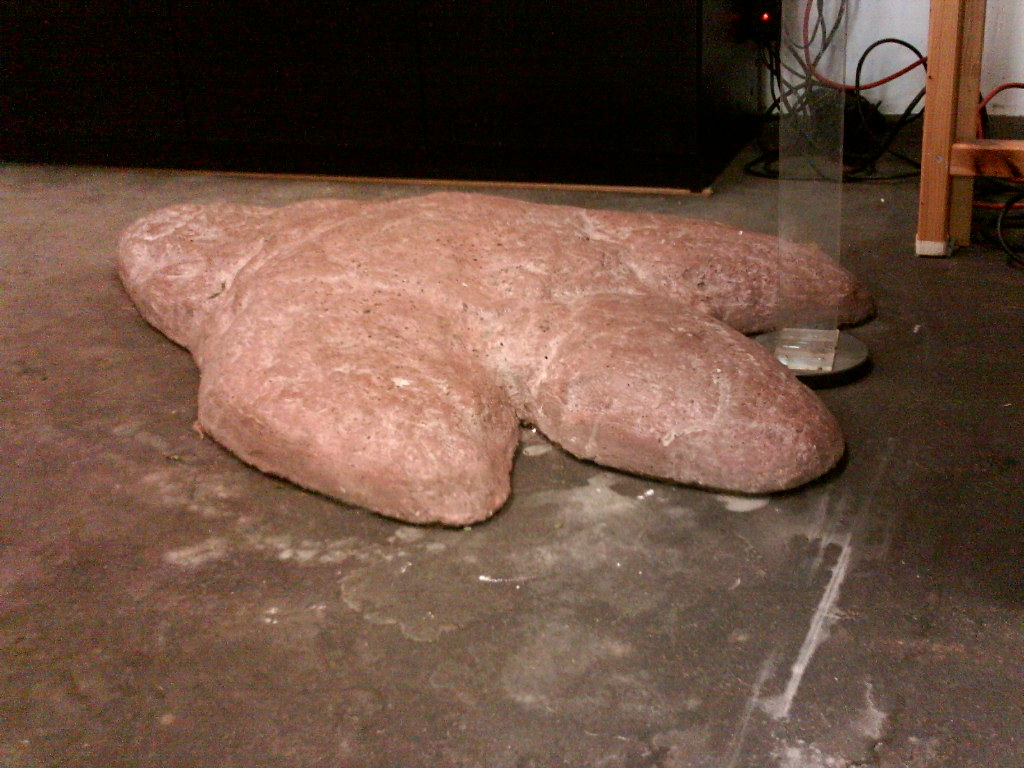
Fußabdruck eines Sauriers
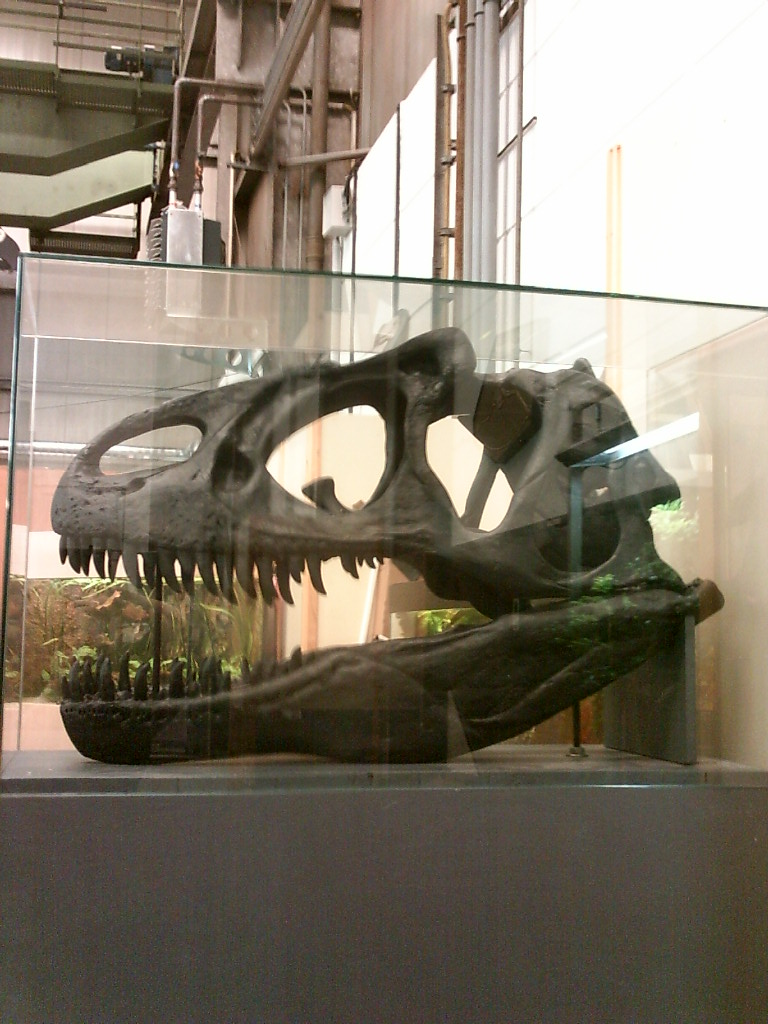
Saurierschädel
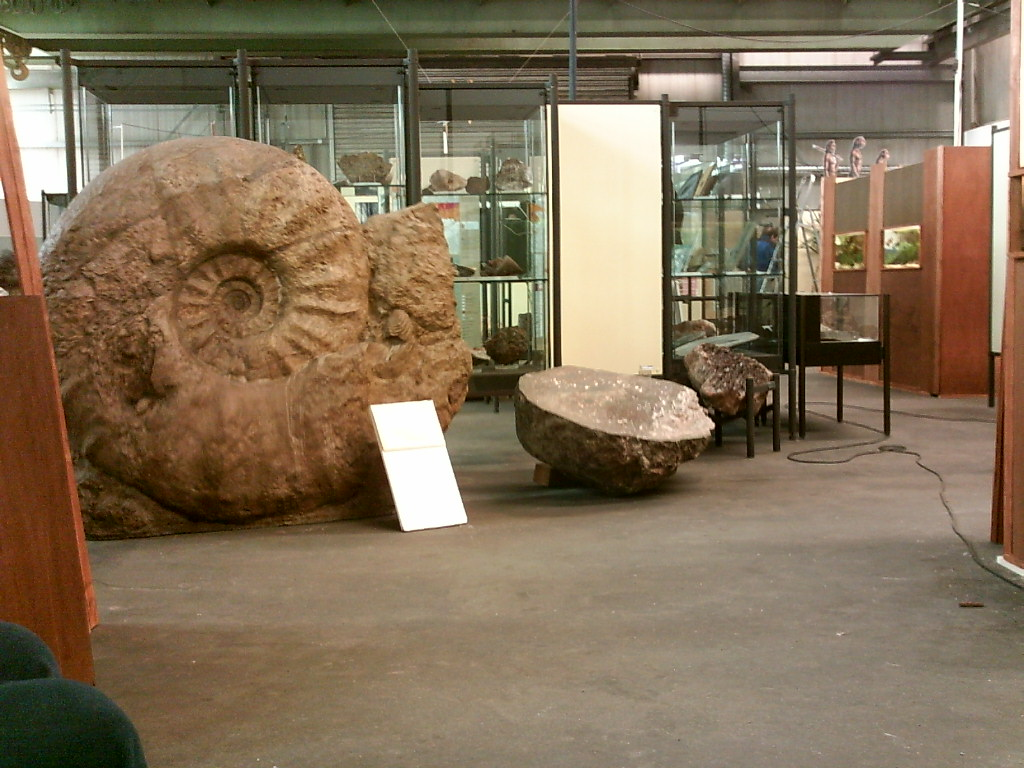
Größter bekannter Ammonit (Kopie)
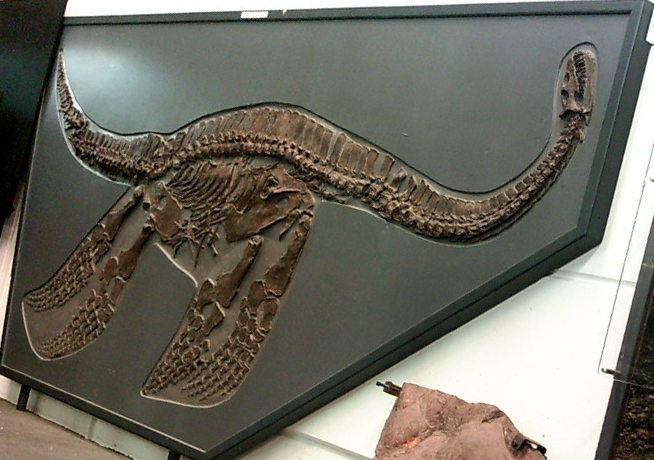
Saurierskelett

## Aktivitäten
Das ZfB versteht sich auch als Anlauf- und Servicestelle für alle ehrenamtlich tätigen Naturkundler, Behörden und Planer sowie als modernes Informationszentrum. Die Institution  kümmert sich um die Artenerfassung der einheimischen Schmetterlinge, restauriert und konserviert die erhaltenen Dauerleihgaben.
Koordinaten: 49° 21′ 0″ N, 7° 6′ 41″ O